# Uppsala
Uppsala o Upsala (pronuncia svedese [ˈɵ̂pːˌsɑːla] , in italiano /uˈpsala/ o /ˈupsala/) è un comune svedese di 172 402 abitanti (al 31 dicembre 2019), capoluogo della contea omonima. Per popolazione è il quarto comune più popoloso della Svezia, dopo Stoccolma, Göteborg e Malmö.
La regione di Uppsala è l'area con la più alta concentrazione di pietre runiche in Scandinavia e la città è fin dall'antichità uno dei principali centri religiosi e culturali del paese. L'arcidiocesi di Uppsala, istituita nel 1164, è la sede del Primate della Chiesa di Svezia, e la cattedrale di Uppsala è la più grande della Scandinavia. L'Università di Uppsala, fondata nel 1477, è il più antico ateneo della Scandinavia, e gli edifici dell'Università caratterizzano fortemente il quartiere di Fjärdingen, nel centro storico della città.

## Geografia fisica

### Territorio
Uppsala si trova nell'omonima piana (Uppsalaslätten) e il centro storico è situato lungo il Fyrisån, a circa 5 km dalla foce del fiume, che sbocca sulla baia Ekoln, che rappresenta il ramo più a nord del lago Mälaren. La città si trova a ridosso, e in parte al di sopra, dell'Uppsalaåsen, un esker che si trova sulla sponda occidentale del fiume e forma la collina che domina il centro cittadino e sulla quale sorge, ad un'altitudine di circa 30 m, il castello di Uppsala.

### Clima
Uppsala si trova immediatamente a sud del sessantesimo parallelo nord, e ha un clima continentale umido, con inverni freddi ed estati temperate. Grazie alla corrente del Golfo, il clima è meno freddo rispetto ad altre località alla stessa latitudine (ad esempio in Canada). La città ha 18 ore di luce in occasione del solstizio d'estate e 6 ore in occasione del solstizio d'inverno.
La massima temperatura ad Uppsala fu di 37,4 °C, registrata nel luglio 1933. Lo stesso giorno, la temperatura registrata ad Ultuna, pochi chilometri a sud, fu di 38 °C, ed è la più alta temperatura registrata in Scandinavia. La temperatura più bassa fu di −33,1 °C, registrata nel gennaio 1875. Il mese più caldo della storia fu registrato nel luglio 2018, con una temperatura media diurna di 22,0 °C, e quello più freddo fu il gennaio 1814, con una temperatura giornaliera media di −14,9 °C. Tra il gennaio 1814 e il gennaio 1987 vennero registrati 23 mesi nei quali la temperatura media fu al di sotto di −10 °C. A partire dal febbraio 1987, la temperatura media mensile più bassa fu di −8,6 °C. L'anno più caldo fu il 2014, con una temperatura media di 8,1 °C, e il secondo anno più caldo fu il 2018, con una temperatura media di 8,0 °C. L'anno più freddo fu il 1867, con una temperatura media di 2,5 °C. Il 1987 fu l'ultimo anno nel quale fu registrata una temperatura media annuale inferiore a 5 °C.
L'inverno inizia solitamente verso la fine di novembre e dura fino alla metà di marzo. L'estate inizia verso la metà di maggio e dura fino alla fine di settembre. Le precipitazioni sono più abbondanti nel periodo tra giugno e novembre, nel quale la precipitazione media è di almeno 50 mm, con una media di circa 74 mm in agosto. Tra gennaio e maggio la precipitazione media è inferiore ai 40 mm. La media annua è di 576 mm. La pioggia può avvenire durante tutto il corso dell'anno, anche se è meno comune tra gennaio e febbraio, mentre la neve è comune tra novembre e marzo, e nevicate possono avvenire occasionalmente in ottobre e aprile. La notte tra il 30 aprile e il 1º maggio 2014 caddero circa 15 cm di neve a Uppsala, prima nevicata registrata a maggio dopo il 1981.

## Origine del nome
Il nome Uppsala deriva da ub salum (Upsalum) e significa Sala alto, in riferimento ad un pre-esistente villaggio chiamato Sala, nell'area dove oggi sorge il quartiere di Salabacken. "Sala" è il plurale di sal, che ha due interpretazioni, una come edificio semplice, e una come sala dei ricevimenti.

## Storia

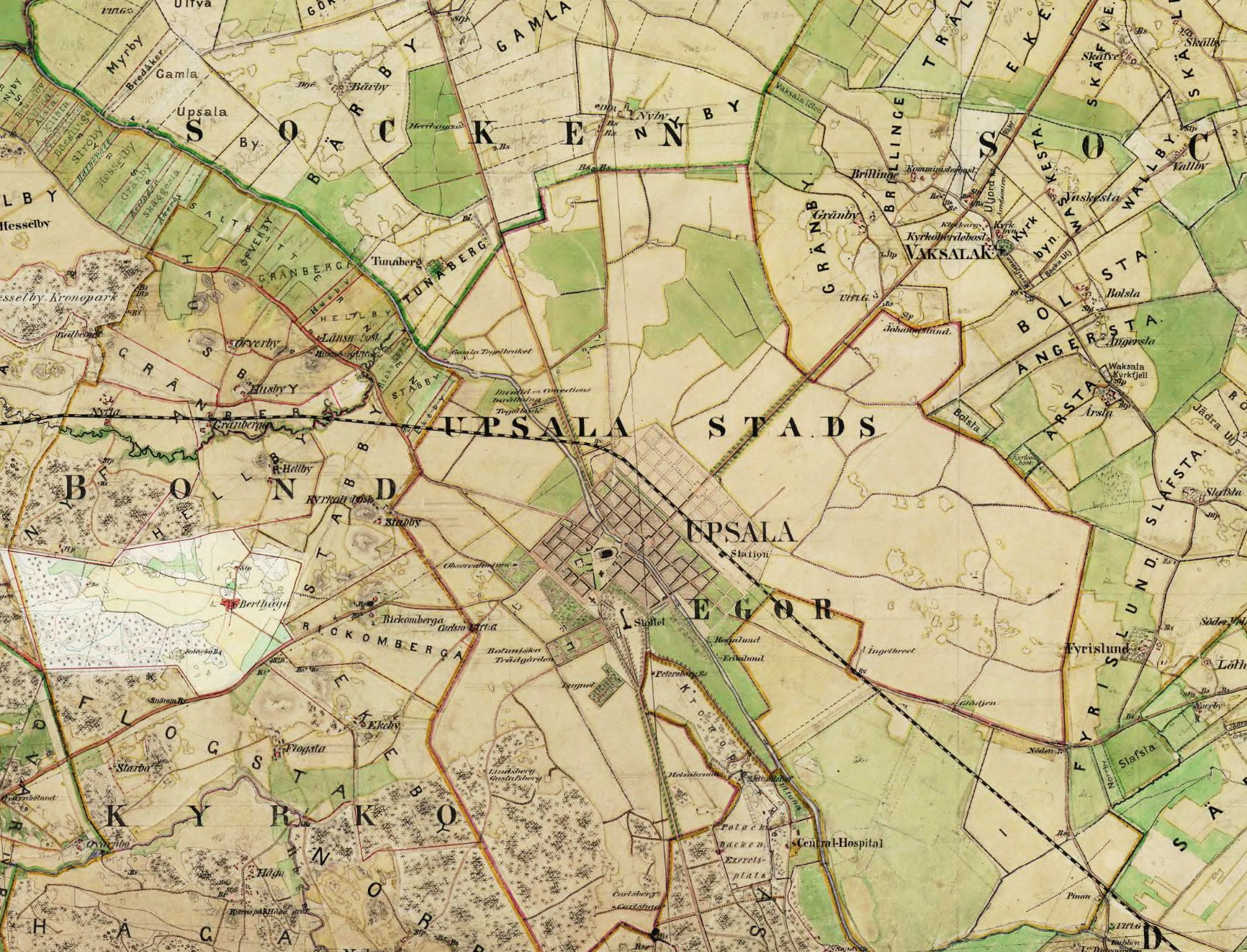
Upsala stads egor nella Häradsekonomiska kartan (1859)

I primi insediamenti nell'area di Uppsala risalgono al Neolitico. Nel III secolo un insediamento a nord della moderna città, nell'area oggi nota come Gamla Uppsala, era un importante centro religioso, economico e politico. Fonti antiche sostengono che Gamla Uppsala fosse una località importante già durante la preistoria, residenza dei re della leggendaria dinastia Yngling. Le fonti più antiche, come Ynglingatal, Västgötalagen e Gutasaga, descrivono il sovrano dei Sueoni come il "Re di Uppsala".
Nel Medioevo Gamla Uppsala era il più grande villaggio della regione di Uppland, la cui parte orientale formò probabilmente il nucleo originale delle proprietà della Corona, il cosiddetto Uppsala öd, la cui parte occidentale era la tenuta reale (kungsgården). Gamla Uppsala ospitava il tempio di Uppsala, uno dei principali templi della religione norrena, ed era sede del Thing di tutti gli Svedesi, annuale assemblea di governo delle tribù scandinave. Il Thing si teneva in concomitanza con una grande fiera chiamata Disting, e una celebrazione religiosa nota come Dísablót. Secondo la Legge di Uppland (Upplandslagen), durante il Thing il re proclamava se il leidang dovesse essere organizzato per l'estate successiva, e venivano prese le relative decisioni per l'organizzazione della flotta.

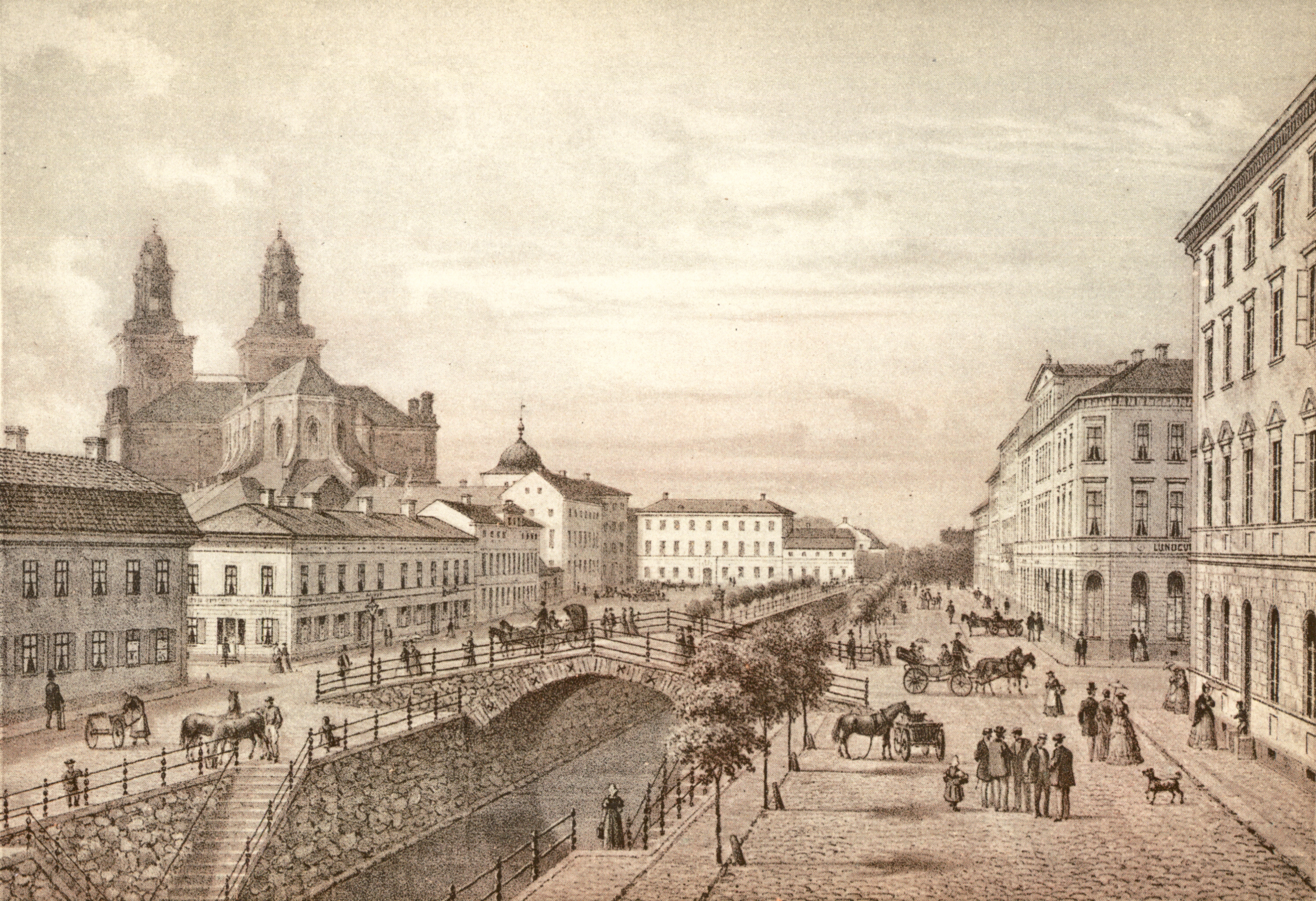
Nybron, litografia di Alexander Nay (1870)

L'area dove oggi sorge Uppsala era anticamente chiamata Östra Aros ("Aros orientale"), dove Aros significava "sbocco" e denotava la foce del Fyrisån, e Östra ("orientale") la distingueva da un'altra località, Västra Aros (Västerås). Con la cristianizzazione della Svezia, il tempio di Uppsala venne distrutto verso la fine dell'XI secolo e sulle sue rovine venne costruita la chiesa di Gamla Uppsala. Quando nel 1164 venne stabilita l'arcidiocesi, Östra Aros venne rinominata in Uppsala (Upsala, Ubsala, Upsalir, e altre varianti ortografiche) e il vecchio insediamento a nord divenne noto come Gamla Uppsala.
Riferimenti scritti a Östra Aros risalgono al 1164–67, e la città era un porto e snodo per il commercio di pelli e altri prodotti delle zone boschive. Intorno al 1200 la città batteva moneta e i primi riferimenti alla città chiamata "Uppsala" risalgono al 1300. Il sigillo risale al 1302, e Uppsala ottenne lo status di uppstad nel 1497.
Gli insediamenti più antichi si trovavano su entrambe le sponde del fiume, nell'area tra Dombron e Islandsbron, dove oggi sorge il porto della città, e studi dendrologici datano il legname più antico intorno al 1100. Le costruzioni del XII e XIII secolo erano esclusivamente di quercia, quelle fino al 1340 di pino e quercia e quelle seguenti principalmente di pino. Il cambio fu probabilmente legato all'evoluzione da un'architettura post-and-plank verso costruzioni blockhaus, e a un aumento dell'urbanizzazione a scapito delle costruzioni in legno. Le diverse aree della città si svilupparono intorno a una tenuta reale (kungsgård) nell'odierna area di Kungsängen, e in prossimità si trovava la chiesa di Vårfrukyrkan, descritta già intorno al 1220 circa. La parte nord sorse sul colle di Svartbäcken, attraverso il quale passava l'antica strada che andava verso Gamla Uppsala e attraversava il ponte Tova, da cui prese il nome il distretto noto come kvarteret Tova. Nella parte nord si trovava anche la chiesa di San Pietro, in prossimità della quale sorse nel XIII secolo un convento dei frati francescani. Presso la riva del fiume sorgeva la piazza principale e la sede del consiglio cittadino. Sulla sponda occidentale sorgevano la cappella di S:t Erik e l'ospedale.

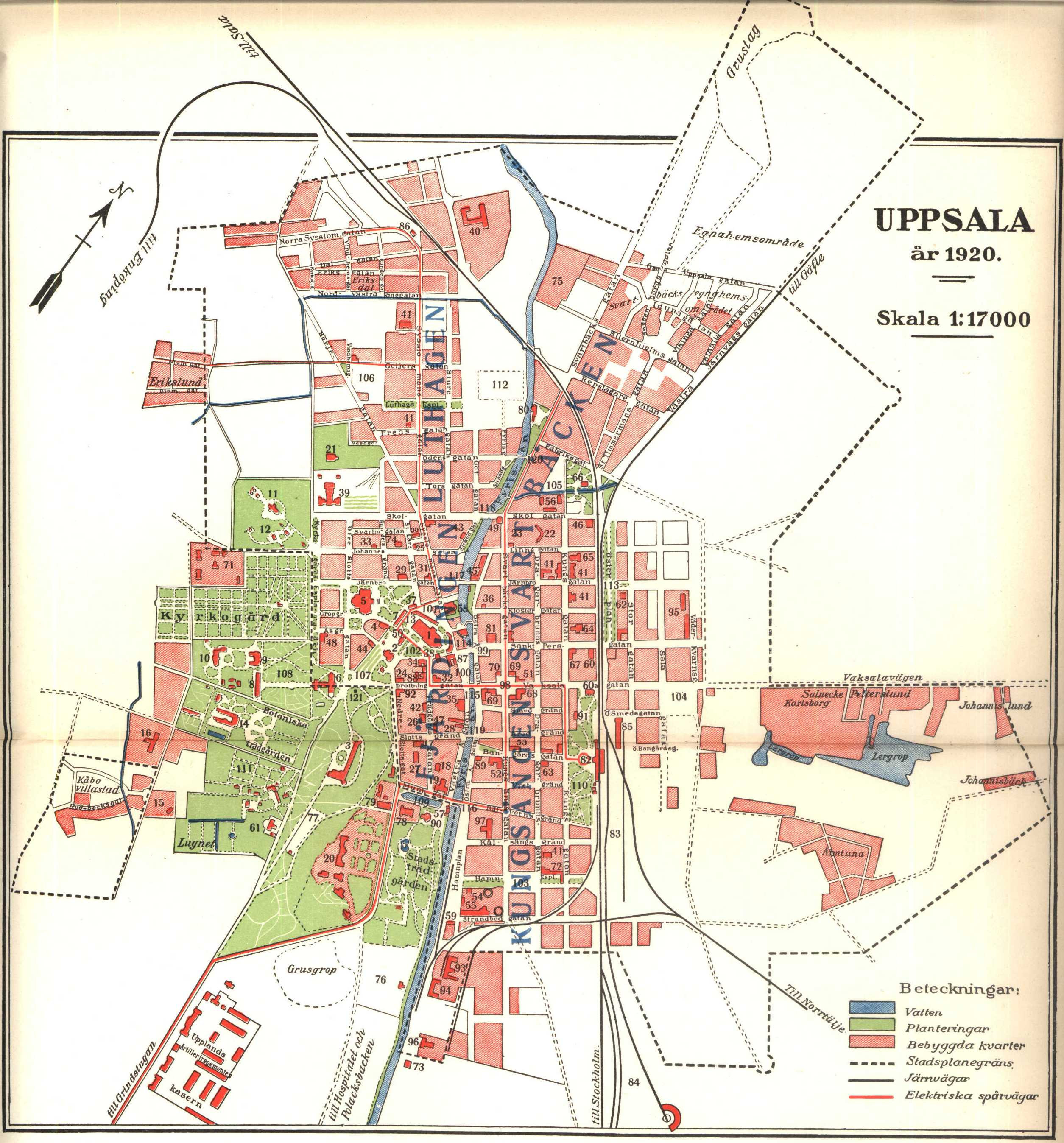
Mappa di Uppsala (1920)

La costruzione della chiesa della Trinità risale agli inizi del Duecento, mentre la costruzione della cattedrale di Uppsala, situata in Domberget, iniziò probabilmente intorno al 1270. La costruzione di Domtrapphuset è datata intorno alla fine del Duecento, e si ipotizza che derivi da un kastal del XII secolo, presumibilmente parte di una fortezza che forse sorgeva precedentemente in Domberget. Le prime menzioni a Dekanhuset risalgono al 1326. Il quartiere a ridosso del fiume, nella parte centrale della città, era noto come Fyrisholmen, poi divenuto Kvarnholmen, e le sponde a sud erano note come Islandet, probabilmente a causa dell'accumulo di blocchi di ghiaccio in primavera, depositati dal fiume in piena. Le sponde erano collegate in quell'area da due ponti. La città crebbe in maniera non strutturata fino al XVII secolo, e fu rallentata da diversi incendi, e dalla guerra civile sfociata nel 1520 nella battaglia del Venerdì Santo. L'area urbana iniziò ad assumere una forma più strutturata sotto il regno di Cristina di Svezia, con una nuova piazza costruita a est del fiume e quattro strade principali da cui si diramavano traverse in maniera pressappoco regolare. Le strade principali si estesero verso il territorio circostante e il quartiere di Fjärdingen si estese in maniera ordinata verso sud. La distruzione causata in seguito da incendi, come quello del 1702 e altri minori nel 1766 e 1809, richiese notevoli lavori di ricostruzione.
| Linea       | Colore | Percorso                                                                          |
| ----------- | ------ | --------------------------------------------------------------------------------- |
| 1           | rosso  | Norra stationen - Sysslomansgatan - Domkyrkan - Stora torget - Järnvägsstationen  |
| 2           | blu    | Erikslund - Sysslomansgatan - Domkyrkan - Stora torget - Järnvägsstationen        |
| 3           | giallo | Stora torget - Vaksalagatan - Almtuna - Väderkvarnsgatan - Stora torget (motsols) |
| 4           | verde  | Svartbäcken - Stora torget - Bäverns gränd - Svandammen - Polacksbacken           |
| Mälarlinjen | -      | Upsala (Svandammen) - Ulleråker - Ultuna - Graneberg                              |

In passato, Uppsala era una delle dodici città svedesi dotate di tranvia. La linea tranviaria venne inaugurata originariamente l'11 settembre 1906, e venne in seguito estesa fino al 1925. L'8 agosto 1928, sotto la direzione di Hilding Ångström, venne avviata la linea tranviaria rapida per Graneberg, prima del suo genere in Svezia.
Il 23 giugno 1945 un incendio nel deposito di Dalgatan distrusse buona parte del parco mezzi. La rete tranviaria aveva inoltre un binario singolo, e divenne meno funzionale con la crescita del traffico automobilistico nel periodo seguente la seconda guerra mondiale. Questi fattori causarono il progressivo smantellamento della tranvia negli anni seguenti, e l'ultima linea, la Mälarlinjen verso Graneberg, venne chiusa il 12 ottobre 1953.

## Monumenti e luoghi d'interesse

### Cattedrale

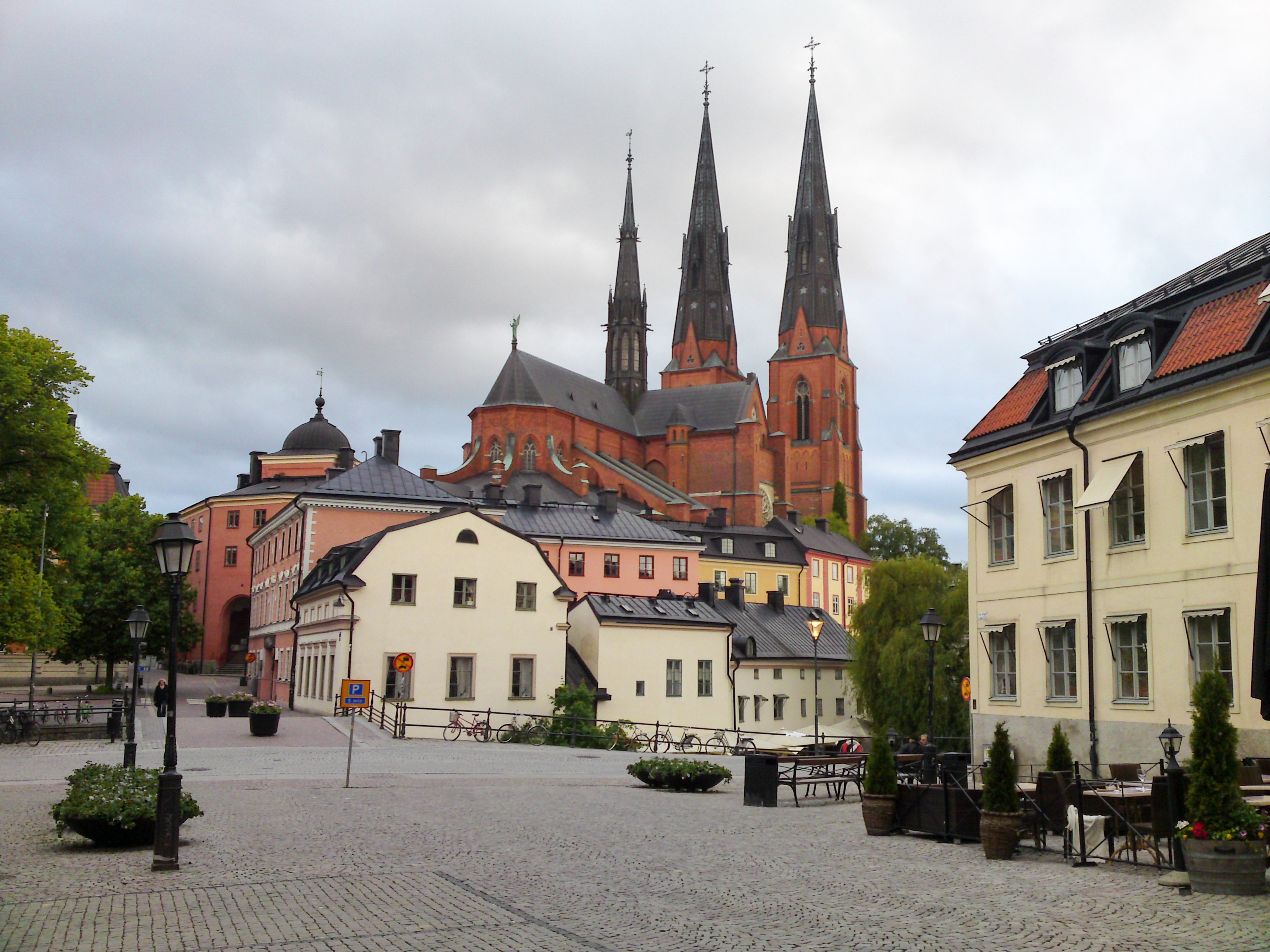
Cattedrale di Uppsala vista da Gamla torget

La cattedrale di Uppsala sorge in Domberget, nel quartiere di Fjärdingen. Sede dell'arcivescovo di Uppsala, Primate della Chiesa di Svezia, è il più importante centro religioso del paese. Ospita diverse tombe, tra le quali quelle di Erik IX, Gustav Vasa, Giovanni III, Olaus Rudbeck, Linneo, Emanuel Swedenborg, e di molti arcivescovi. Con le sue torri alte 118,7 m, è la più grande cattedrale della Scandinavia.
Progettata in stile gotico francese da diversi architetti, tra i quali Étienne de Bonneuil, è costruita principalmente in mattoni rossi e pietra calcarea di Gotland e ha una struttura a croce latina, con una navata e un transetto. Buona parte della struttura venne costruita tra il 1272 e il 1420, mentre l'ala occidentale venne completata verso la metà del XV secolo, e le due torri vennero aggiunte poco dopo. L'edificio venne distrutto dall'incendio di Uppsala del 1702, e restaurato su progetto di Carl Hårleman nel 1735. Le guglie sulle torri furono riprogettate da Helgo Zetterwall, che apportò importanti modifiche negli anni 1880.
Le cripte vennero costruite su progetto del XIII secolo, anche se alcune parti vennero completate negli anni 1440. Gli interni furono devastati dall'incendio del 1702, ma molte decorazioni sono ancora visibili nelle cappelle funeriarie, e parte sono state trasferite presso il museo del tesoro nazionale. Diversi affreschi medievali coperti nel periodo della Riforma protestante vennero restaurati negli anni 1970.

### Castello

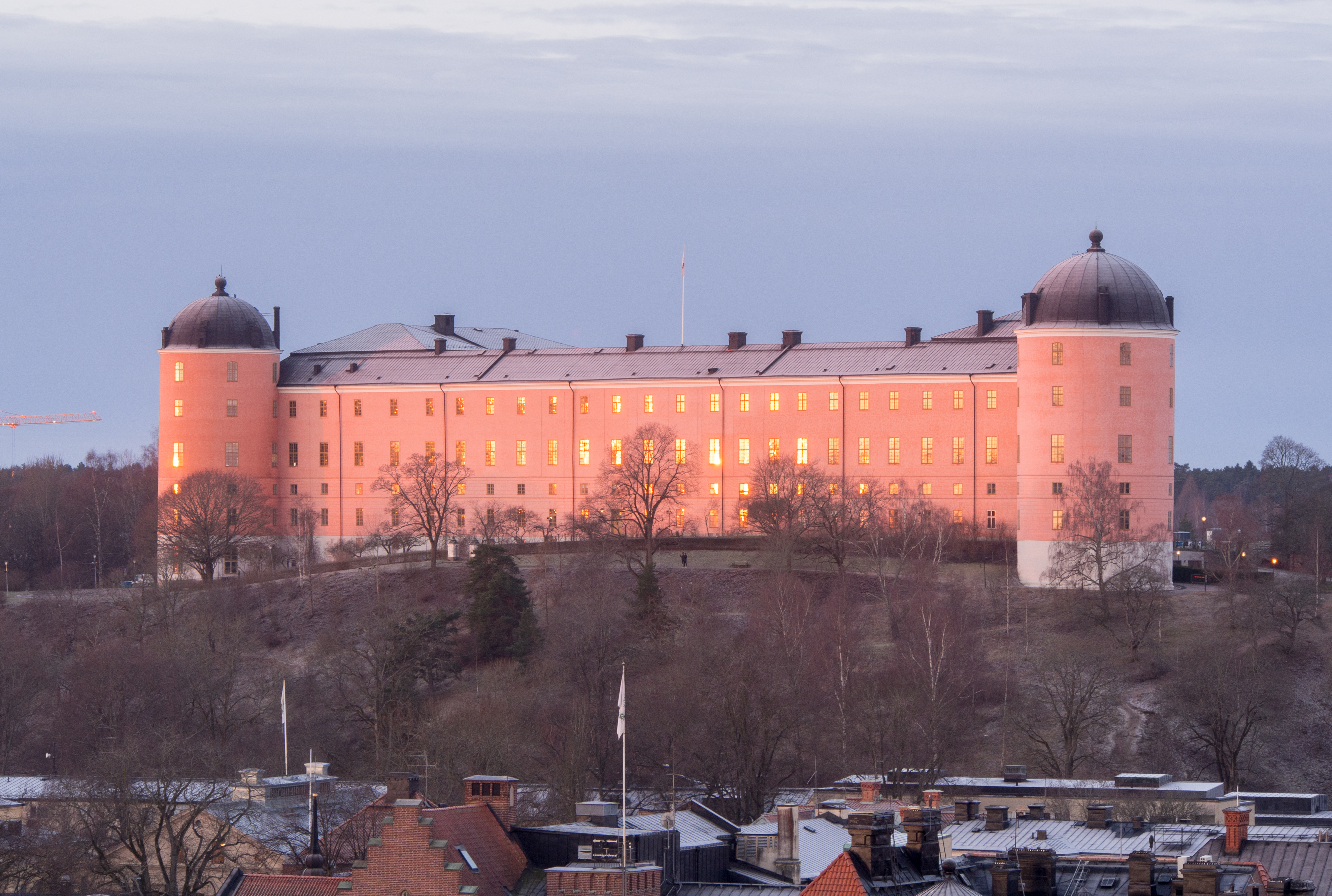
Il castello di Uppsala

Il castello di Uppsala è la sede amministrativa storica della contea. Anticamente il castello che ospitava l'arcivescovo sorgeva in prossimità dell'attuale palazzo vescovile, che fu confiscato dal re Gustav Vasa durante la Riforma della Chiesa di Svezia. Come segno della nuova autorità del re sulla Chiesa, il sovrano ordinò la costruzione di un nuovo castello in stile rinascimentale nel 1549 sull'attuale collina del castello usando i materiali provenienti dalla demolizione del palazzo vescovile, e il bastione nord, i cui cannoni puntano in direzione della cattedrale, è rimasto noto come styrbiskop (che letteralmente significa "controlla-vescovo").
Il castello venne modernizzato sotto il regno di Erik XIV, Giovanni III e Carlo IX, che lo trasformarono in un palazzo rinascimentale, ampliando il parco e costruendo la terrazza che collega quest'ultimo con il castello. Sotto il regno di Erik XIV ivi avvenne il massacro degli Sture, e presso il castello nel 1630 Gustavo il Grande dichiarò l'ingresso della Svezia nella Guerra dei trent'anni. Nel castello avveniva l'incoronazione dei sovrani, e nel 1654 vi ebbe luogo l'abdicazione di Cristina di Svezia.
Il castello venne distrutto dall'incendio di Uppsala del 1702 e in seguito demolito, con parte della pietra usata nella costruzione del Palazzo Reale a Stoccolma. L'edificio venne ricostruito su progetto di Carl Hårleman, ed ospita oggi la residenza del governatore della contea di Uppsala.

### Architetture civili

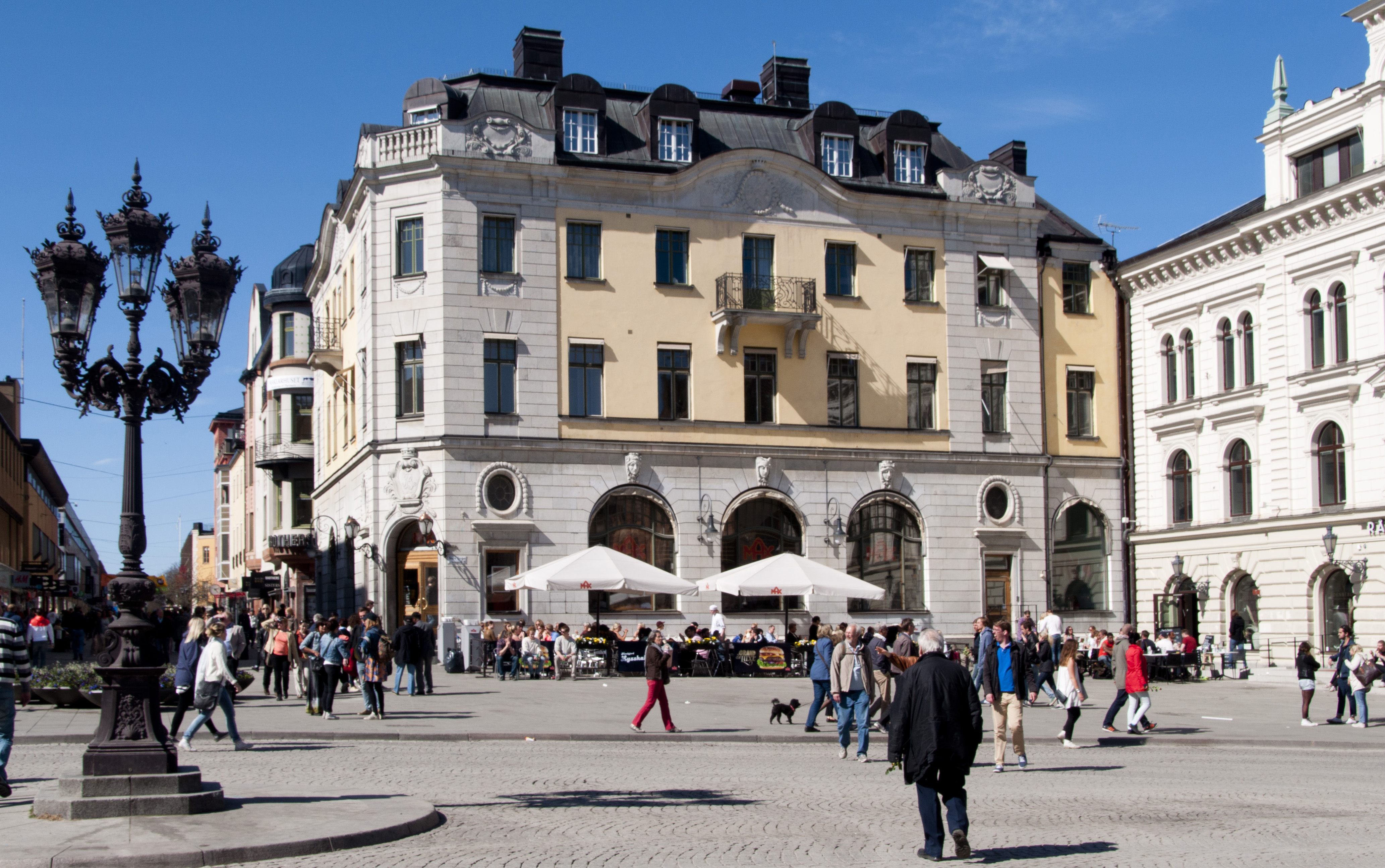
Stora torget nel 2012

Elementi distintivi del centro di Uppsala sono il corso del fiume Fyrisån, la cattedrale e il castello. Questi ultimi due monumenti sono visibili da grande distanza e formano la cosiddetta "silhouette di Uppsala", che caratterizza le foto panoramiche della città e ha influenzato la pianificazione urbanistica, motivo per il quale edifici con più di cinque o sei piani sono inconsueti. Il piano urbanistico del 1643 caratterizza ancora la rete di strade nel centro. Stora torget, la piazza centrale, ha un'apparenza caratteristica che si conserva dal periodo imperiale, con i suoi quattro angoli delimitati da costruzioni e quattro strade principali che si diramano dai quattro lati.
La storica presenza dell'Università di Uppsala si riflette in una connotazione town and gown della città vecchia, il centro ha tradizionalmente ospitato il clero e l'amministrazione ed è caratterizzato dalla presenza di molti edifici dell'ateneo. Ad ovest del Fyrisån si trova il quartiere di Fjärdingen, che ospita buona parte degli edifici storici della città, tra i quali il castello di Uppsala, la cattedrale, Gustavianum, Skytteanum e Carolina Rediviva. Alcune aree della città sono caratterizzate dall'elevata concentrazione di studenti, e quartieri come Kungsgärdet (progettato da Artur von Schmalensee), Rackarberget e Flogsta sono costituiti principalmente da studentkorridor, ovvero blocchi di appartamenti studenteschi.

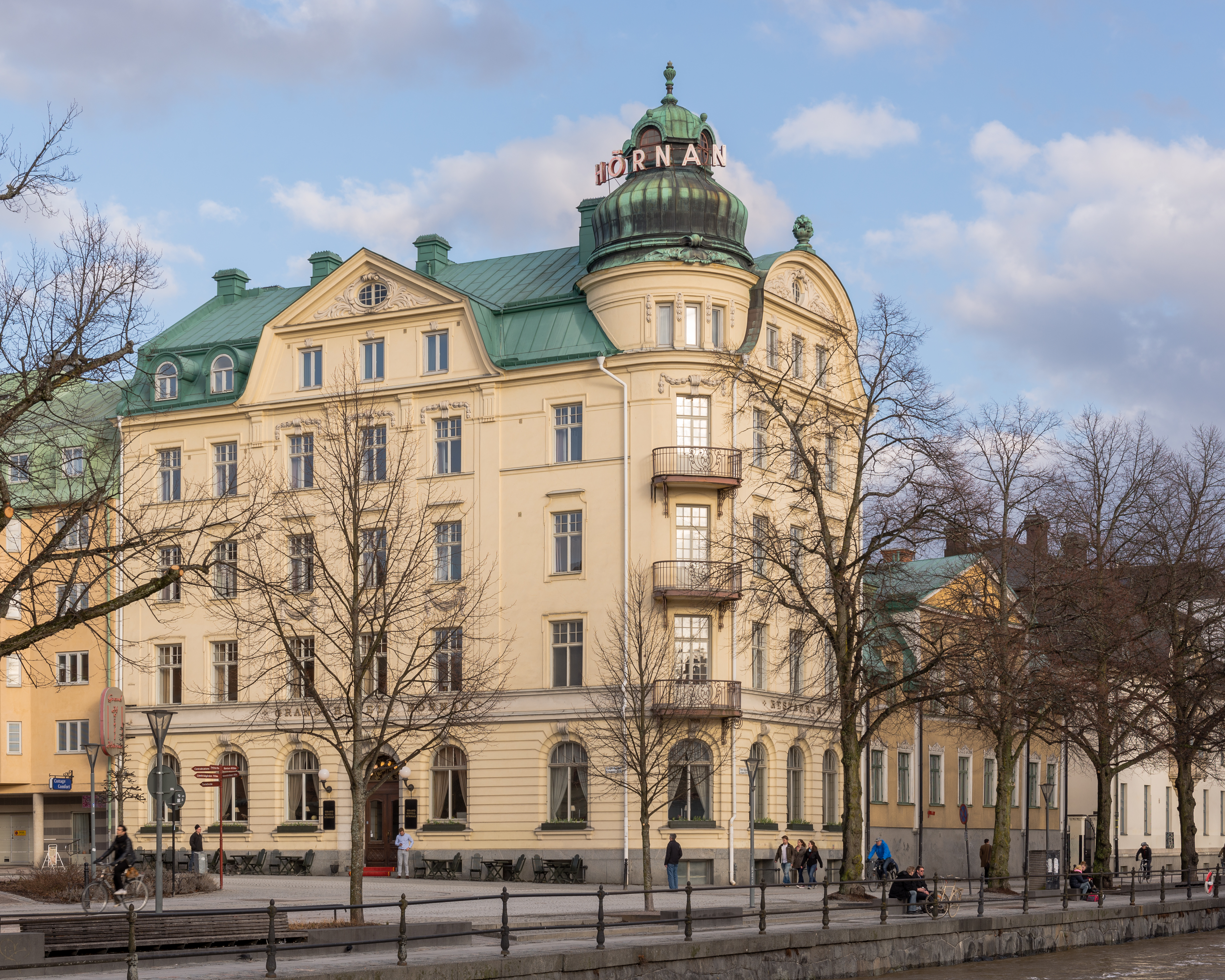
Östra ågatan vista dalla sponda opposta del Fyrisån

Carl Axel Ekholm progettò la maggior parte degli edifici in stile neorinascimentale degli anni 1880, dei quali meno della metà sono sopravvissuti ad oggi, insieme ad alcuni edifici in stile neobarocco e Art Nouveau, come l'edificio giallo e bruno affacciato su Vaksala torg. Ture Stenberg progettò diversi edifici neobarocchi e Art Nouveau, come Strandbergska huset e il Grand Hotell Hörnan. Ullrich & Hallquisth progettarono diversi edifici, tra i quali la vecchia sede della Riksbank in Bangårdsgatan. Victor Holmgren, allievo di Stenberg, progettò Musicum, situato in Observatorieparken, Gillbergska barnhemmet, Hantverksföreningens borg (che ospita Slottsbiografen, uno tra i più antichi cinema svedesi) e l'edificio ad angolo situato in Celsiustorget. Negli anni 1920 Gunnar Leche, la cui architettura si ispira a Holmgren e alle città anseatiche, progettò diversi edifici, tra i quali Vaksalaskolan e la biblioteca cittadina (Gamla stadsbiblioteket).
In città si trovano poche ville del XIX secolo, e la costruzione di tale tipologia abitativa divenne significativa solo intorno agli inizi del Novecento. Per Hallman progettò ville nei sobborghi di Kåbo e Svartbäcken, che vennero costruite negli anni 1910. Kåbo divenne un quartiere di ville a ridosso dell'area universitaria, e grazie alla sua collocazione, tra l'orto botanico, l'Università e Polacksbacken, divenne residenza di professori e ufficiali dell'esercito.
La città è caratterizzata dall'architettura modernista degli anni 1960 e 1970, durante i quali venne attuato un intenso piano di rigenerazione urbana. Buona parte degli edifici neoclassici e neorinascimentali degli anni 1880 furono demoliti, mentre edifici più vecchi e in stile più semplice, al contrario, furono spesso preservati. Tali demolizioni furono frutto dello spirito del tempo, in quanto l'architettura neorinascimentale era vista come simbolo del passato. Lo stato di conservazione all'epoca e la posizione centrale in città spiegano perché tali edifici furono demoliti mentre si conservarono costruzioni più vecchie, come quelle nella parte nord di Övre Slottsgatan e Svartbäcksgatan, che all'epoca erano in un'area meno centrale. La vicinanza di queste ultime ad edifici di alto valore storico come Universitetshuset e il Linnéträdgården ha probabilmente favorito la conservazione di tali aree piuttosto che la demolizione. Ciononostante, molti edifici neorinascimentali furono demoliti anche in zone periferiche, come quelli lungo Dragarbrunnsgatan e Kungsgatan. Anche la maggior parte degli edifici di architettura neobarocca e Art Nouveau degli inizi del Novecento vennero demoliti, principalmente a causa del loro stato di conservazione non ottimale. Tra questi, venne demolito Vasahuset, uno dei più significativi edifici neobarocchi della città, e venne proposta anche la demolizione di Rappska huset, che tuttavia scampò alla distruzione ed è oggi uno degli edifici meglio preservati tra quelli dell'inizio del Novecento.

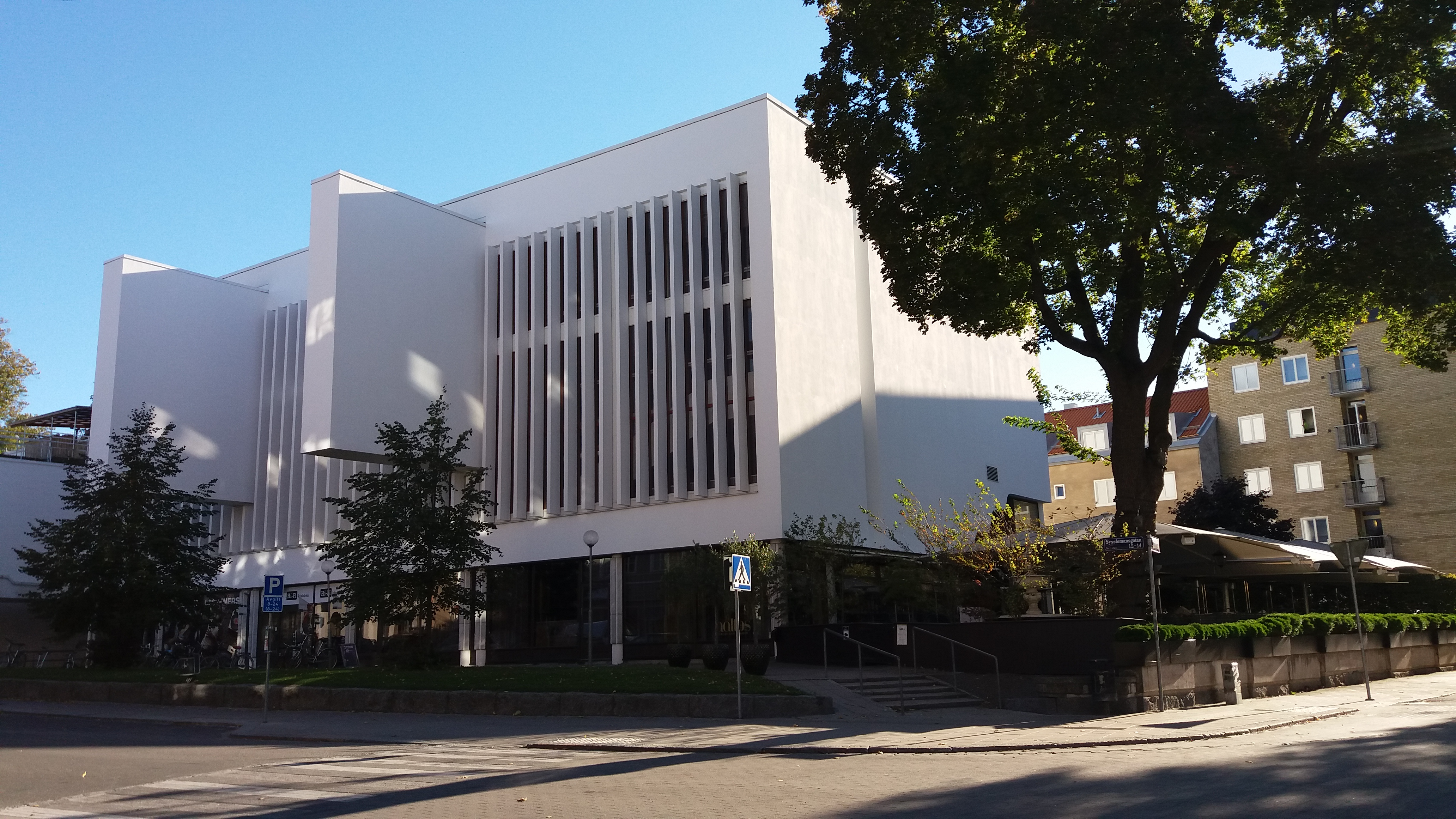
Sede di Västmanlands-Dala nation, progettata da Alvar Aalto

Molti degli edifici demoliti vennero rimpiazzati da nuovi palazzi in stile modernista, con locali commerciali al piano terra, ma anche edifici in stile più semplice, da sobborgo urbano, furono costruiti in aree centrali come parte del Programma Milione. Tra le costruzioni moderniste di particolare rilievo, che furono anche oggetto di critiche all'epoca della costruzione, vi sono la sede di Västmanlands-Dala nation, progettata da Alvar Aalto, Uppsala stadshus, sede dell'amministrazione comunale e progettata dai fratelli Ahlsén, e Skandiahuset, progettata da Sven Ivar Lind. Un edificio dall'aspetto avanguardista è il palazzo che ospita Åhléns, situato in Stora torget, che fu oggetto di numerose critiche in occasione della sua ristrutturazione, completata nel 2016. Anche Uppsala Konsert & Kongress, con le sue pareti in vetro e alluminio, ha suscitato aspre critiche al tempo della sua costruzione, per fare spazio alla quale nel 2005 venne demolito Bodénska huset, edificio neorinascimentale progettato da Carl Axel Ekholm.
Negli anni 1960 venne deciso di porre fine all'espansione concentrica della città tramite l'aggiunta di nuovi "strati" circolari in periferia, e le aree di nuova costruzione vennero piuttosto organizzate in sobborghi. Questo permise di costruire nuovi quartieri in aree verdi, e allo stesso tempo di risparmiare suolo coltivabile, in quanto i nuovi sobborghi sorgevano solitamente in aree boschive. Come conseguenza, la parte sudovest della città assunse una connotazione di sobborgo urbano, con ampi spazi e minore densità abitativa, un esempio del quale è il quartiere di Gottsunda, sviluppato negli anni 60 come parte del Programma Milione. Altri sobborghi più recenti sono stati progettati ex-novo in maniera organica, un esempio del quale è il quartiere Rosendal, la cui costruzione venne avviata nel 2014 ed il completamento è previsto verso metà degli anni 2020.

### Aree naturali
La città ha numerosi parchi, il principale dei quali, Stadsträdgården, è situato sulla sponda orientale del fiume, immediatamente a sud del centro storico, e confina con una riserva naturale, Stadsskogen, che costituisce una foresta cittadina ed è situata tra l'ospedale universitario e Polacksbacken. La foresta in prossimità di Gottsunda ospita i Linnéstigarna, percorsi usati da Linneo per studiare la flora e fauna nel suo habitat naturale. Ekoln, il ramo nord del lago Mälaren, terzo lago più grande della Svezia, si trova circa 8 km a sud della città.

## Società

### Evoluzione demografica
La popolazione della città è stata in continua crescita, e ammonta a 168 096 abitanti al 31 dicembre 2017, e al 2019 il 21% degli abitanti sono nati all'estero. Il demotico svedese per gli abitanti di Uppsala è uppsalabo o upsaliensare.
Popolazione di Uppsala dal 1950 al 2016:

### Lingua
Lo svedese parlato a Uppsala si caratterizza per un'inflessione forte dei verbi e una pronuncia più forte della "l" rispetto allo svedese standard.

### Istituzioni, enti e associazioni
Ad Uppsala si trovano le sedi di diverse agenzie governative, tra le quali Institutet för språk och folkminnen (istituto per la lingua e le tradizioni popolari), Läkemedelsverket (agenzia del farmaco), Livsmedelsverket (istituto per l'alimentazione), Nordiska Afrikainstitutet (istituto nordico per l'Africa), Statens veterinärmedicinska anstalt (agenzia statale di medicina veterinaria), Sveriges Geologiska Undersökning (istituto svedese di geologia).

### Qualità della vita
Uppsala, come la maggior parte delle città scandinave, ha elevati standard di qualità della vita e un livello di criminalità piuttosto basso. Dal 2017 il distretto di Gottsunda, situato circa 3 km a sud del centro di Uppsala, è stato incluso dalla polizia svedese nella lista di "aree specialmente vulnerabili" (särskilt utsatta områden), ovvero quartieri nei quali il livello di criminalità è al di sopra della media e può interferire con le attività quotidiane delle forze di ordine pubblico.

## Cultura
La città di Uppsala è uno dei più antichi centri culturali del paese. La cultura della città è intimamente connessa all'Università di Uppsala, e la città ospita la Regia società delle scienze di Uppsala, la più antica accademia svedese.

### Università

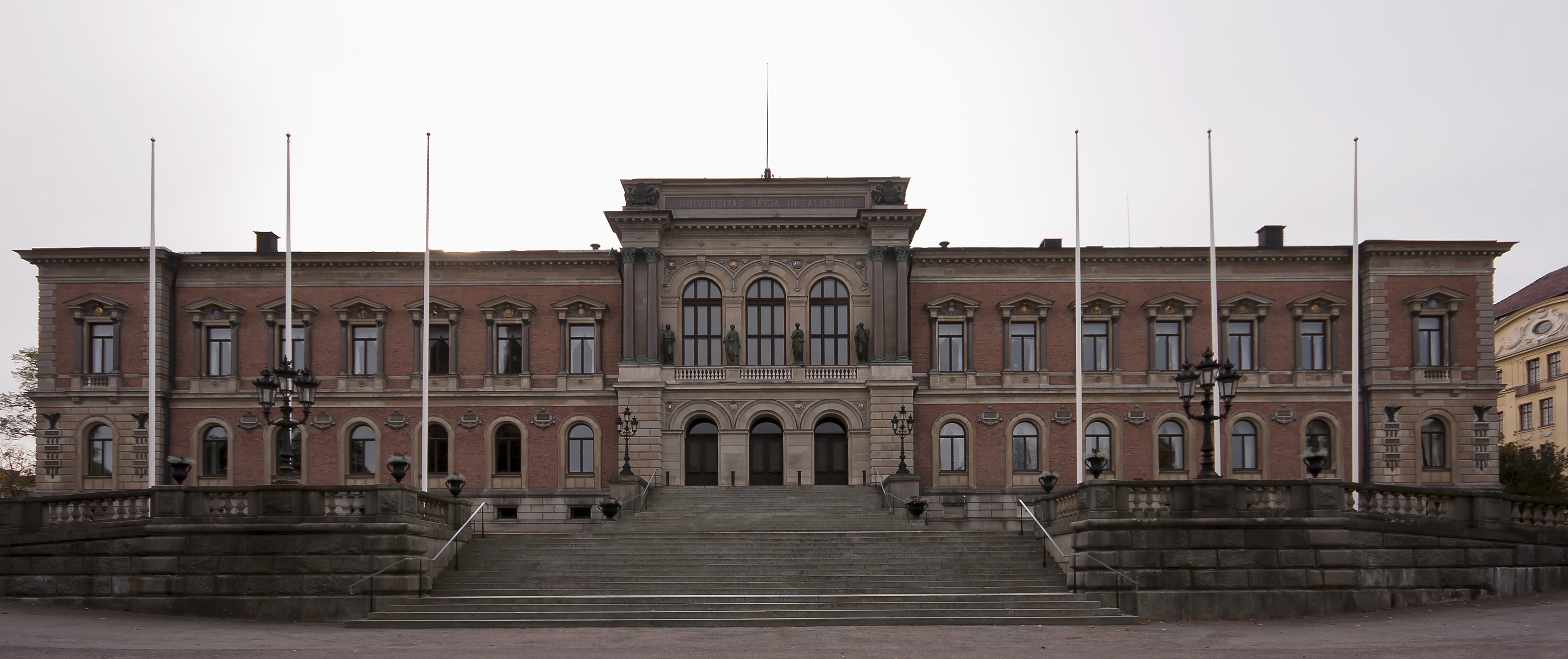
Universitetshuset, edificio principale dell'Università di Uppsala, inaugurato nel 1887

La storia della città è fortemente legata all'Università di Uppsala, fondata nel 1477, ateneo più antico della Scandinavia e per secoli principale centro culturale del paese. Nato come istituto per l'educazione del clero, nel corso del XVIII secolo Uppsala divenne un centro scientifico all'avanguardia in Europa, e con l'ascesa dell'Impero svedese divenne istituzione centrale nell'educazione della classe dirigente.
La città ha un'elevata concentrazione di studenti e l'ateneo attira un gran numero di studenti internazionali. A Uppsala sono nate molte delle tradizioni universitarie svedesi, come il sistema delle nation. Gli edifici storici dell'Università caratterizzano il quartiere centrale di Fjärdingen, mentre campus più moderni sono stati costruiti verso la fine del XX secolo in aree intorno al centro storico.
Ad Uppsala si trova anche la Sveriges lantbruksuniversitet, università di agraria fondata nel 1977 con la fusione dei tre pre-esistenti istituti superiori di veterinaria, agricoltura, e scienze forestali. Il campus si trova nel distretto di Ultuna, circa 5 km a sud del centro di Uppsala.

### Biblioteca universitaria

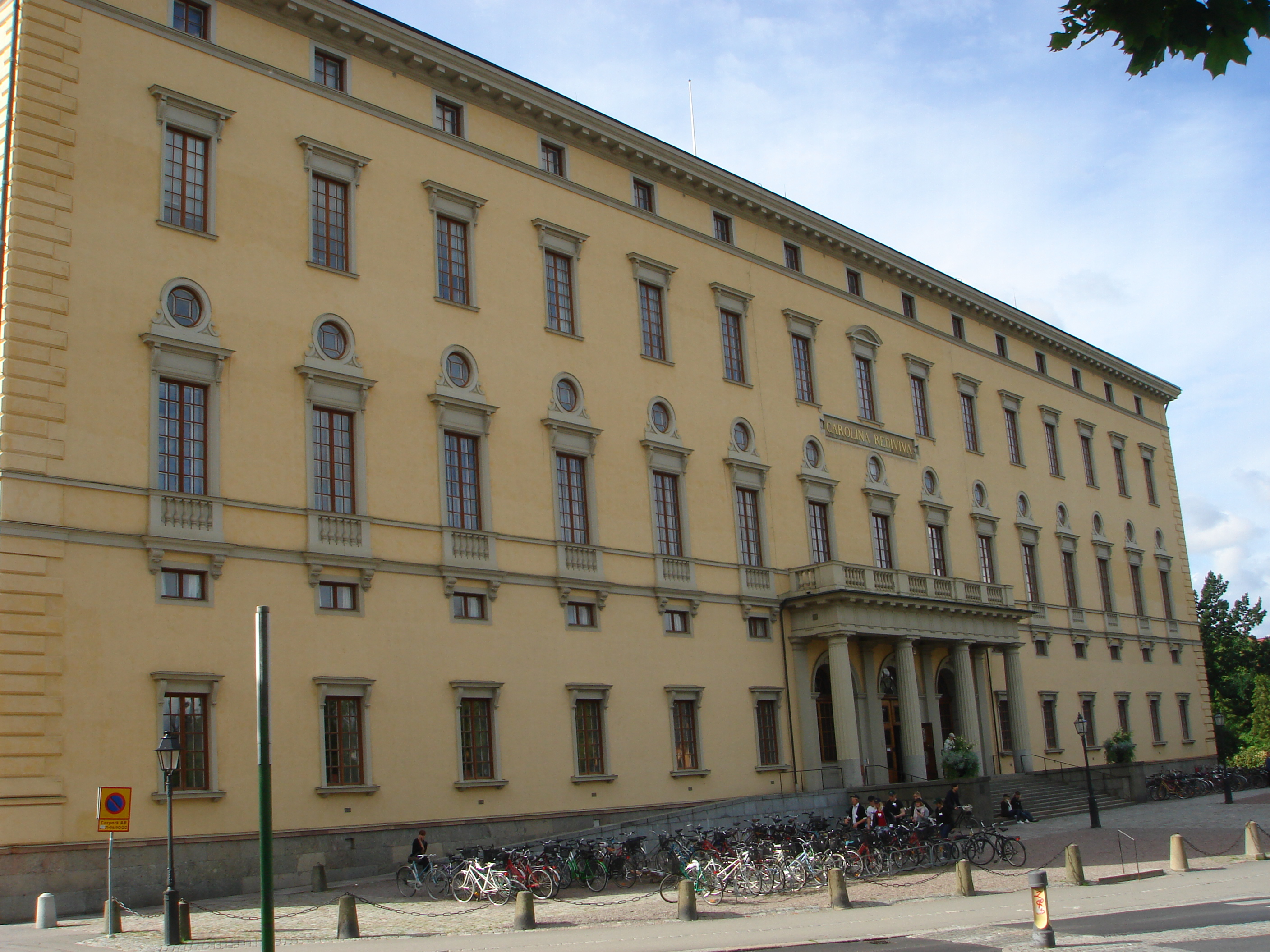
Carolina Rediviva, edificio principale della biblioteca universitaria.

La biblioteca dell'Università di Uppsala venne fondata nel 1620 per volere di Gustavo il Grande, era originariamente ospitata presso l'Academia Carolina e venne trasferita nel 1691 presso il Gustavianum, dove sopravvisse l'incendio di Uppsala del 1702. Nel 1841 venne trasferita presso il Carolina Rediviva, attuale edificio principale della biblioteca, ed è oggi è distribuita in 19 edifici.
La biblioteca universitaria ha circa 5,25 milioni di volumi (circa 130 km di scaffali), 61 959 manoscritti, 7 133 spartiti, 345 734 mappe e documenti grafici. Tra i manoscritti conservati presso il Carolina Rediviva vi è il Codex Argenteus, la prima traduzione del Nuovo Testamento in lingua gotica. Presso la biblioteca sono ospitati anche il Cancionero de Uppsala, la collezione Düben, che include molti esemplari unici di musica barocca tedesca tra i quali diverse composizioni di Dieterich Buxtehude, la collezione Copernicana, che include buona parte della biblioteca personale di Niccolò Copernico, la collezione Waller, una tra le più estese collezioni di manoscritti di storia della medicina, la collezione Bodoni, e le collezioni di spartiti di Hugo Alfvén e di Joseph Martin Kraus.

### Musei

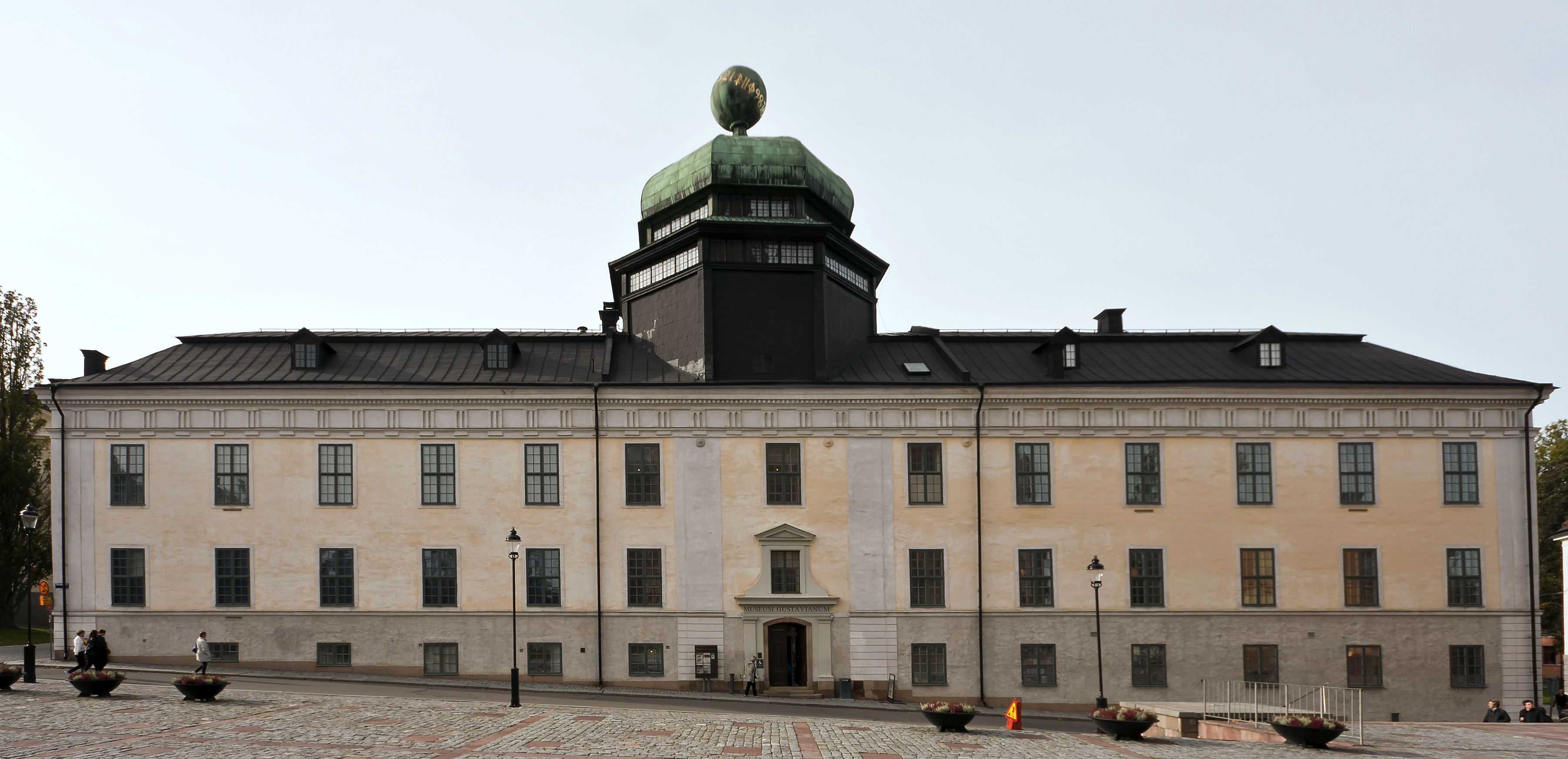
Gustavianum, sede del museo dell'Università di Uppsala.

Gustavianum ospita uno dei principali musei dell'Università, che include esposizioni storiche e diverse collezioni di documenti e strumenti scientifici antichi. L'Università ha anche un ricco gabinetto numismatico, ospitato presso Universitetshuset. Nello stesso edificio sono anche esposti alcuni premi Nobel e diverse collezioni d'arte dell'ateneo. L'Università ha anche un museo di storia della medicina (Medicinhistoriska museet), situato di fronte a Biomedicinska centrum, e un museo dell'evoluzione (Evolutionsmuseet) situato in prossimità dell'orto botanico, che ospita diverse esposizioni di zoologia e paleontologia. Biotopia, museo della biologia istituito nel 1910, si trova in Vasaparken.
Diversi musei in città sono legati alla figura di Linneo e alla tradizione botanica della città. Il Giardino di Linneo (Linnéträdgården), situato in Svartbäcksgatan, è il più antico giardino botanico della Svezia, istituito da Olaus Rudbeck e successivamente esteso da Linneo. Il giardino include un museo ed è aperto alle visite durante la stagione estiva. L'orto botanico dell'Università di Uppsala, situato dietro al castello, è stato istituito nel 1787, quando Gustavo III di Svezia donò all'Università il parco del castello, e include una serra degli agrumi ospitata in un edificio in stile neoclassico, il Linneanum, progettato da Louis Jean Desprez. Il Linnés Hammarby, situato circa 10 km a sud-est della città, è un museo ospitato nella casa estiva di Linneo.
Vasaborgen è un museo di storia situato nei sotterranei del castello di Uppsala, parte dell'originale fortezza del XVI secolo. Presso il castello si trova anche il museo d'arte, Uppsala konstmuseum. Il castello di Skokloster si trova circa 25 km a sud della città, e ospita ricche collezioni d'arte. Upplandsmuseet, il museo di storia del landskap di Upplands, è situato presso il vecchio mulino, Akademikvarnen, locato sul Fyrisån nel centro della città.

### Arte

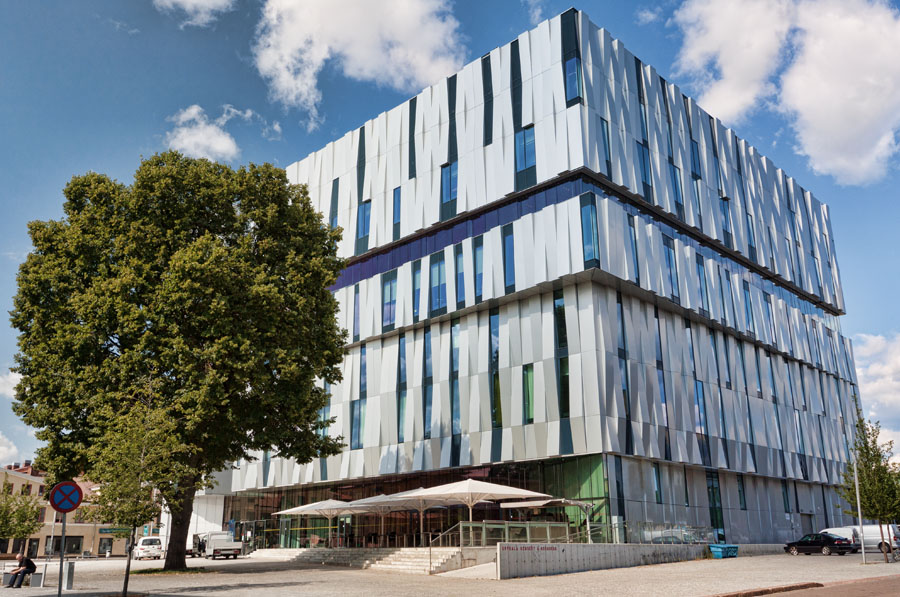
Uppsala Konsert & Kongress, principale sala da concerto e centro conferenze della città

La città ha un'orchestra sinfonica, la Kungliga Akademiska Kapellet, fondata nel 1627 da Gustavo il Grande e una tra le più antiche orchestre del paese. L'orchestra è un'istituzione dell'Università e ha sede presso Musicum, in Observatorieparken. La musica tradizionale di Upplands include invece strumenti come nyckelharpa, flauto e chitarra.
La principale sede per concerti e conferenze è Uppsala Konsert & Kongress (UKK), inaugurato nell'autunno 2007, la cui sala principale può accogliere circa 1 200 spettatori. Un'altra sala comunemente usate per concerti ed eventi culturali è l'aula magna di Universitetshuset, che può ospitare circa 1 800 spettatori. Nonostante la carenza di sale da concerto, la città ha una certa attività musicale, che include l'Uppsala Reggae Festival e un festival della chitarra.

### Media
Il principale giornale della città è Upsala Nya Tidning, fondato il 3 dicembre 1890. Tra il 2009 e il 2013 la redazione pubblicò anche un giornale gratuito, 18 minuter, e a partire dal 2010 ha un proprio canale televisivo, chiamato 24.UNT. In città è presente anche Uppsalatidningen, un giornale settimanale distribuito gratuitamente per posta a tutti gli abitanti, edito a partire dal 16 gennaio 2005.
Sveriges Television (SVT) ha una trasmissione di news locali, SVT Nyheter Uppsala, con una redazione di stanza a Uppsala. TV4 aveva in passato la sua redazione a Uppsala, ma a partire dal 2014 la rete televisiva ha chiuso le sue redazioni locali. Sveriges Radio ha una stazione locale, P4 Uppland, che trasmette da Uppsala. In città si trovano inoltre le stazioni radio Mix megapol e Rix FM.

### Eventi
Le celebrazioni di Valborg sono particolarmente sentite a Uppsala, dove sono strettamente legate alla cultura universitaria in quanto in passato i festeggiamenti per Valborg si sovrapponevano alle celebrazioni per la fine dell'anno accademico. I giorni a ridosso di Valborg sono caratterizzati da diversi eventi che attirano una grande quantità di visitatori in città. Tra le tradizioni simbolo di Valborg vi è la cerimonia del mösspåtagning, che vede il rettore incontrare gli studenti, professori e alumni dell'Università radunati sulla collina del Carolina Rediviva.
La città ha una ricca vita studentesca caratterizzata da tradizioni ed eventi formali, che includono gasque e vårbal organizzati dalle nation e dalle unioni degli studenti.

## Economia

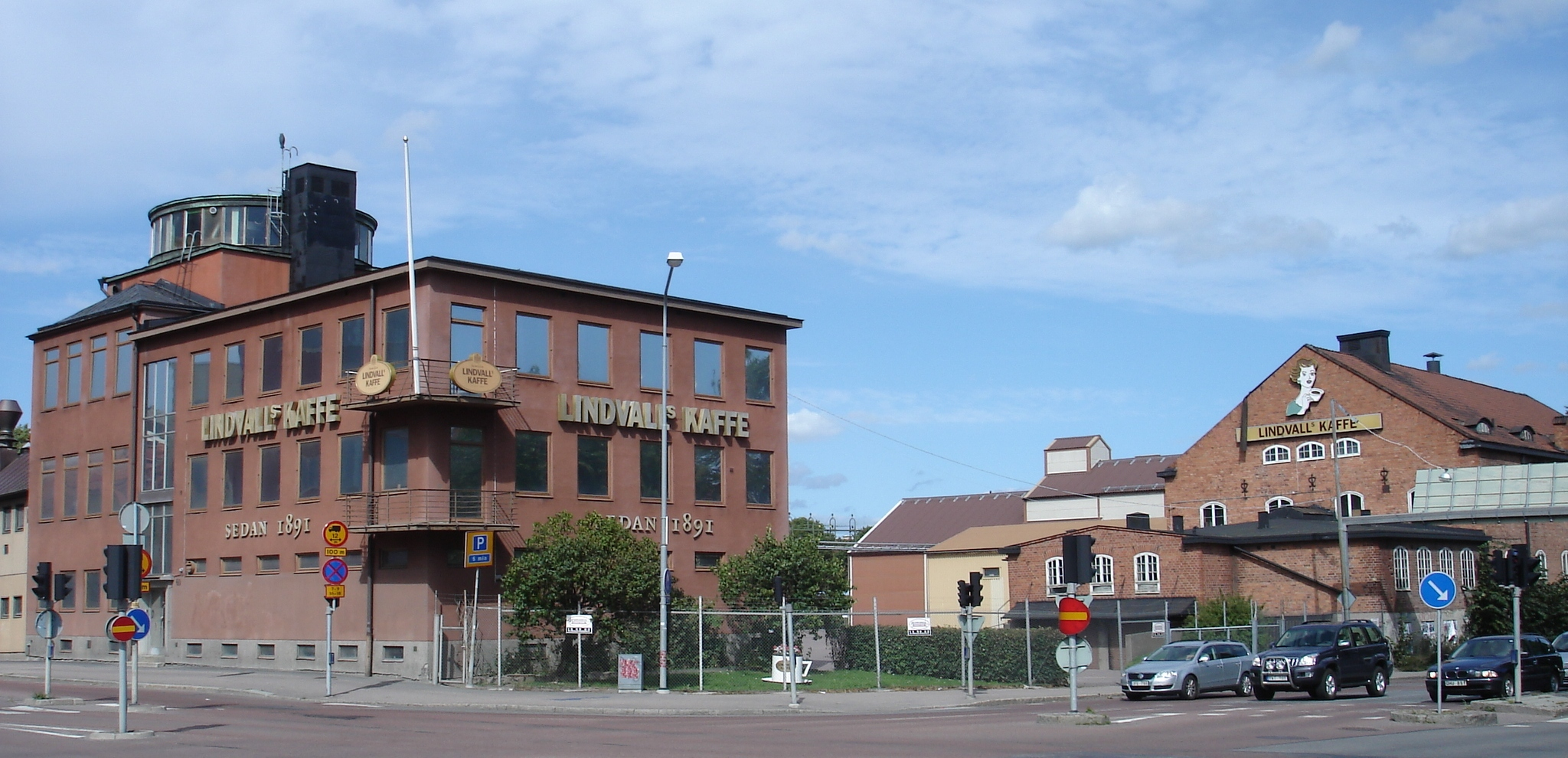
Sede della Lindvall, storica azienda di torrefazione del caffè

Dagli anni 1860 Uppsala subì un'intensa industrializzazione, e la città era un fiorente centro di industria farmaceutica, tessile, editoria, attività manifatturiera, macinazione di cereali, tostatura di caffè e produzione di laterizi e biciclette. La produzione di brännvin costituiva circa la metà del reddito prodotto in città verso la metà del XIX secolo. Tra gli anni 1950 e 1970 Uppsala attraversò un periodo di deindustrializzazione e la maggior parte delle fabbriche tradizionali in città chiusero. La città è divenuta un centro di eccellenza nel settore farmaceutico e delle biotecnologie e diverse società e multinazionali del settore hanno uffici presso il parco della scienza di Uppsala.

## Infrastrutture e trasporti

### Strade
La principale via di collegamento automobilistico è l'autostrada E4, che parte da Tornio, in Finlandia, e attraversa tutta la Svezia fino a Helsingborg, passando a est di Uppsala. L'autostrada prosegue a sud verso Arlanda e Stoccolma e serve buona parte del traffico automobilistico verso la capitale, e a nord verso Storvreta e Gävle. L'E4 si collega con strade locali come Tycho Hedéns väg, che è in parte una strada a scorrimento veloce ma ha in alcune aree incroci a raso e semafori, e con Bärbyleden (parte della Riksväg 55), strada a quattro corsie con incroci a raso collegata con Tycho Hedéns väg e con l'E4 tramite intersezioni a livelli sfalsati.
Prima dell'inaugurazione dell'attuale E4, dal 1977 al 1995 la precedente via di collegamento a nord era l'attuale länsväg C 600, una strada larga 13 m fino a Mehedeby, che diveniva autostrada fino a Gävle. Il collegamento a sud è fornito da diverse strade regionali, come la länsväg 255 verso Alsike–Märsta (parte della E4 prima del 1972), länsväg 282 verso Länna–Almunge–Knutby, länsväg 288 verso Rasbo–Alunda–Gimo–Östhammar, länsväg 290 verso Storvreta–Vattholma–Österbybruk, länsväg 272 verso Gysinge–Sandviken, riksväg 72 verso Heby–Sala(–Dalarna) e riksväg 55 verso Enköping–Strängnäs.

### Ferrovie

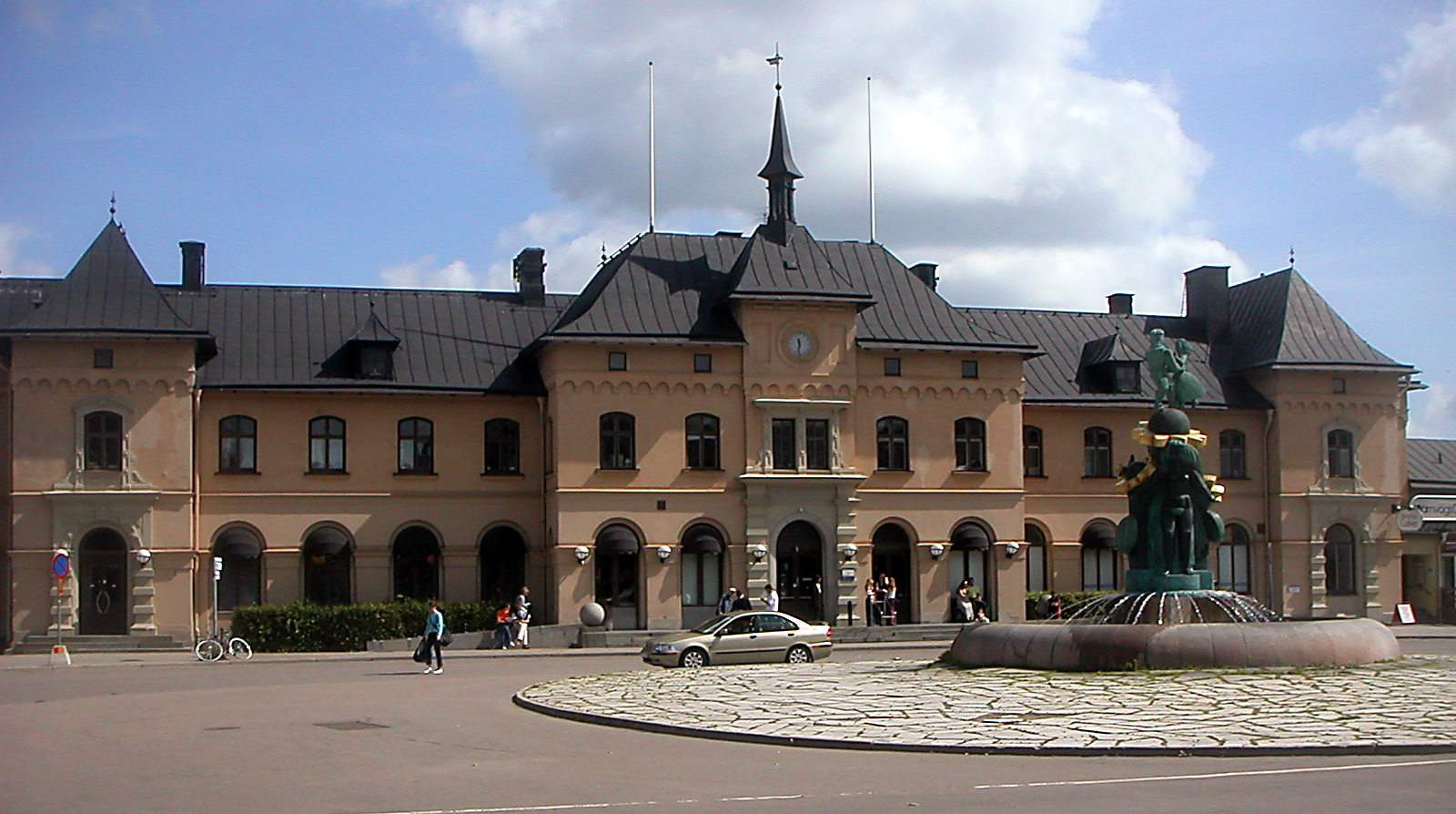
Stazione di Uppsala, progettata da Adolf W. Edelsvärd, con in primo piano la scultura Näckens polska di Bror Hjorth, installata sulla fontana al centro della piazza

Uppsala è uno snodo ferroviario importante, e la città è servita dalla stazione di Uppsala, costruita nel 1866 su progetto di Adolf W. Edelsvärd ed estesa tra il 2005 e il 2011 con la costruzione di una nuova ala. La stazione è parte dell'hub di trasporto della città (resecentrum) e forma un tutt'uno con la stazione degli autobus e delle linee urbane, situata di fronte a essa.
La linea ferroviaria verso sud ha un doppio binario, e dal 1999 il collegamento con Stoccolma ha un quadruplo binario dal confine della contea fino alla capitale. Nel 2018 è stata decisa l'estensione del quadruplo binario tra la stazione di Uppsala e il confine della contea, il cui completamento è previsto nel 2024.
A nord, la ferrovia ha un doppio binario fino al punto di incontro tra le linee Dalabanan e Ostkustbanan. Dal 2017 la Ostkustbanan ha un doppio binario tra Uppsala e Gävle, quando venne inaugurato il nuovo tunnel presso Gamla Uppsala. La linea Dalabanan ha invece un binario singolo con diversi incroci ferroviari, e il raddoppio della linea è stato discusso ma non ha ottenuto i necessari finanziamenti nel piano di trasporti per il periodo 2018-2029.
Il collegamento con Stoccolma è fornito da due linee ferroviarie, una attraverso Knivsta e Märsta e una attraverso Arlanda, e i treni intercity proseguono da Stoccolma a ovest verso Norrköping e Linköping. Treni notturni sono operati da SJ e da Snälltåget. Il trasporto pendolare verso Stoccolma è fornito sia da Uppsalapendeln, servizio regionale operato da SJ, sia da Stockholm pendeltåg, operato da Storstockholms Lokaltrafik. Molti dei treni verso la capitale fanno scalo presso l'Aeroporto di Stoccolma-Arlanda. Altre linee raggiungono Sundsvall, Östersund e Dalarna. I treni regionali della contea di Uppsala, Upptåget, sono operati da UL e raggiungono Storvreta-Vattholma-Tierp-Gävle e Sala. Altre linee raggiungono Morgongåva e Heby.
Fino alla fine degli anni 1970 fu attiva la ferrovia Uppsala-Enköping, che operava trasporto tramite autobus su rotaia, e della quale è in considerazione la ricostruzione.
La ferrovia Uppsala-Lenna, linea a scartamento ridotto, è rimasta attiva come ferrovia turistica e opera nei fine settimana con treni propulsi da locomotive a vapore.

### Aeroporti

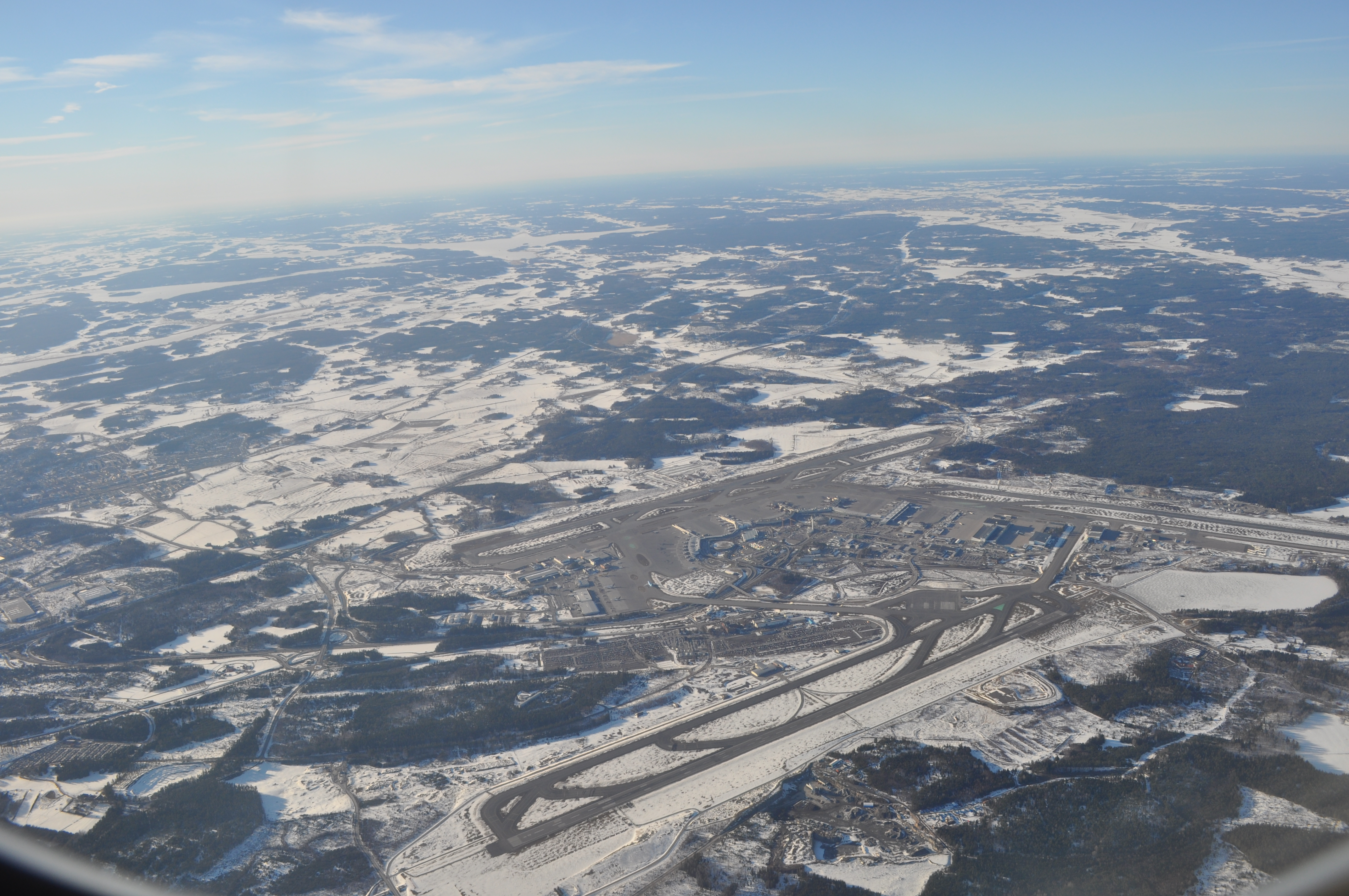
Aeroporto di Arlanda

L'aeroporto di Stoccolma-Arlanda si trova a metà strada tra Stoccolma e Uppsala, circa 29 km in linea d'aria a sud-est del centro di Uppsala, e può essere raggiunto direttamente da Uppsala in circa 17 minuti tramite la ferrovia, che transita in una galleria al di sotto del terminal principale, e tramite una linea di autobus. Nella periferia a nord-ovest della città si trova l'aeroporto militare di Uppsala-Ärna, mentre un aeroporto privato si trova a Sundbro, circa 12 km a nord-ovest dal centro cittadino.

### Mobilità urbana

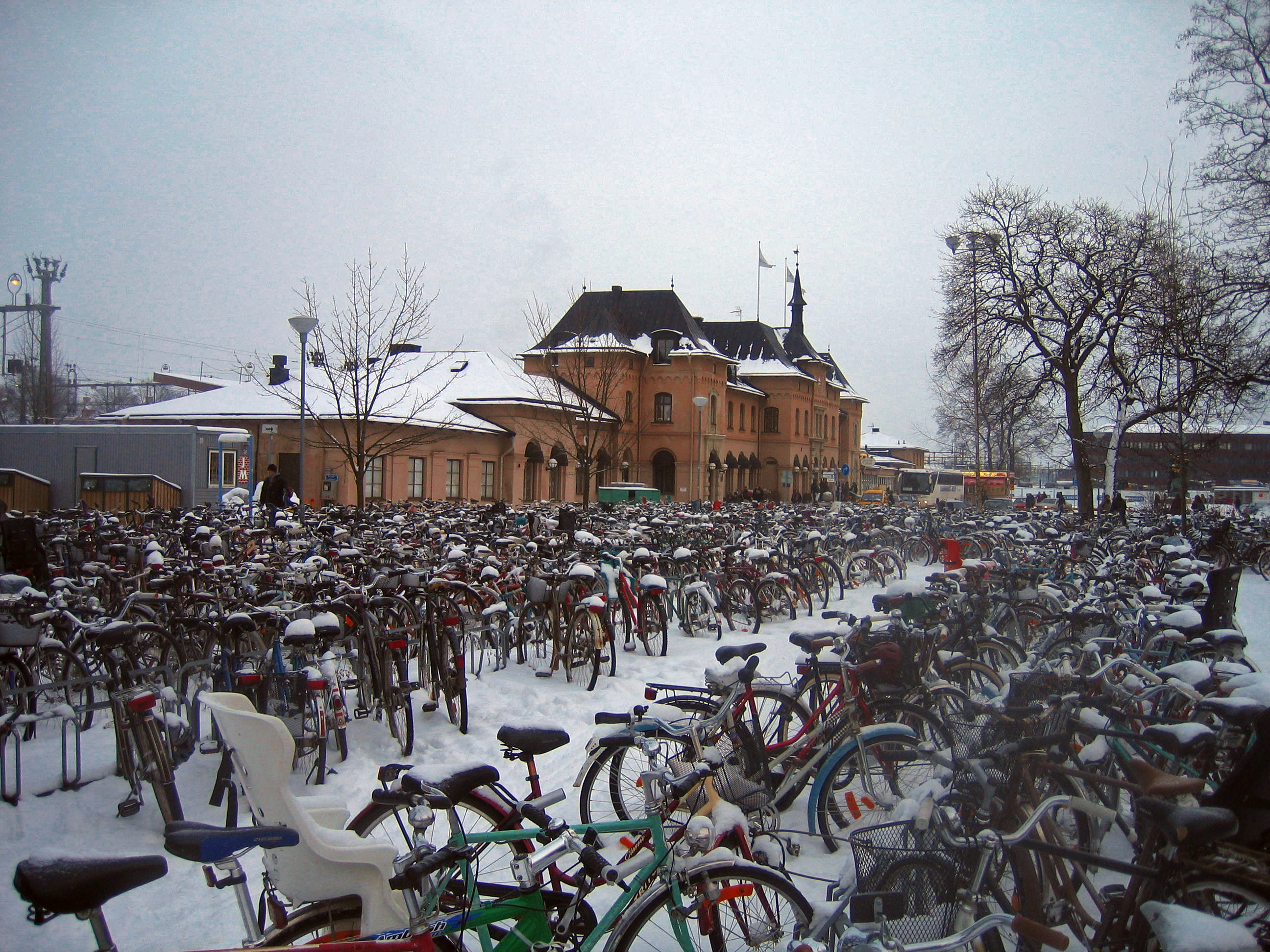
Biciclette parcheggiate di fronte alla stazione di Uppsala

In città il traffico di automobili è basso, come conseguenza di elevate tariffe imposte per il parcheggio e grazie alla presenza di un'efficiente rete di trasporto pubblico. La maggior parte del trasporto urbano avviene in bicicletta, anche in inverno, grazie alla presenza di una rete capillare di piste ciclabili. Il comune mantiene una rete di colonnine pubbliche d'aria compressa distribuite in città e una stazione di servizio pubblica (cykelvårdsstation) per il lavaggio e la manutenzione delle biciclette.
Il traffico pendolare è predominante dal resto della contea verso la città, e dalla città verso Stoccolma. Al 2011, vi erano circa 18 600 pendolari verso Uppsala e 22 800 da Uppsala su base giornaliera. Il trasporto locale nella contea è gestito da UL. Dal 2018 il servizio urbano ha cinque linee a transito rapido (linee 1-5), sette linee supplementari (linee 6-12), e tre linee che servono le aree periferiche (mjuka linjer, linee 30-32). Dal 2020 il trasporto urbano è interamente basato su energia rinnovabile e impiega autobus a biogas ed elettrici. UL ha anche linee extraurbane che servono il resto della contea, e includono collegamenti con Knivsta, Enköping, Bålsta, e con l'Aeroporto di Stoccolma-Arlanda. Bus a lunga percorrenza da Uppsala sono operati da Nobina Sverige e Flixbus.

## Sport

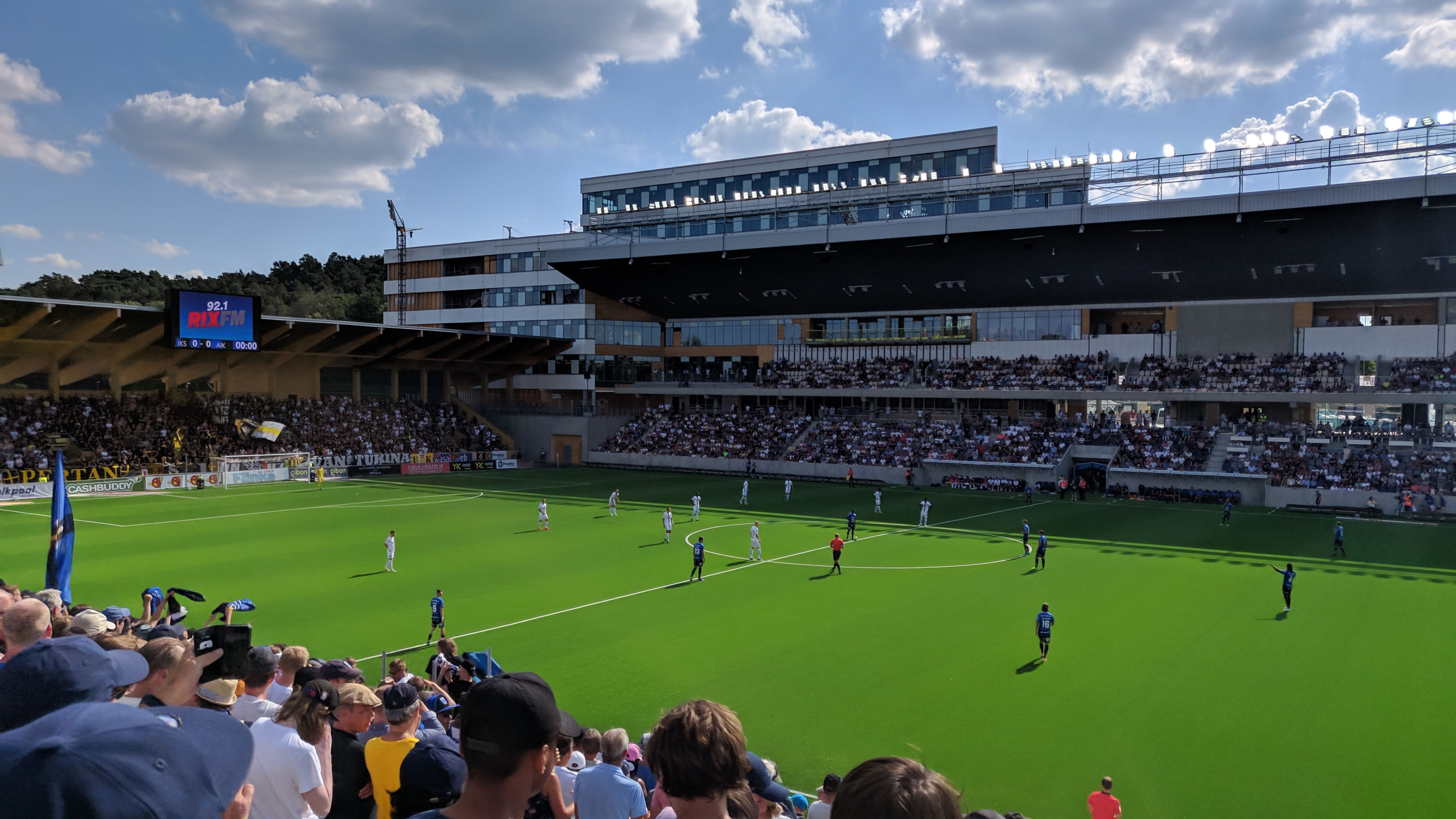
Studenternas IP nel luglio 2019

Il principale centro sportivo di Uppsala è Fyrishov, che include infrastrutture per sport acquatici e indoor, e nel 2016 ebbe circa 1 740 000 visitatori. Studenternas Idrottsplats, comunemente noto come Studenternas IP (letteralmente "centro sportivo degli studenti"), è lo stadio cittadino ed è dotato di un campo da hockey con 8 000 posti (estendibile fino a 20 000 in occasione di eventi nazionali) e uno da calcio con 6 000 posti. Nel 2017 venne avviato un progetto di ampliamento dello stadio calcistico, con un investimento di 720 milioni di corone e lavori completati nel 2021, che vide la rimozione della pista di atletica e la ricostruzione delle tribune, portando la capacità a 10 000 posti, estendibile fino a 15 000 per concerti ed eventi.
Lo sport più popolare in città in termini di spettatori è il bandy, e la città milita nella Svenska superligan con le squadre Storvreta IBK e IK Sirius IBK. Svenska bandyfinalen, finale di Elitserien, il massimo campionato professionistico di bandy svedese, è stata disputata a Uppsala dal 1991 al 2012 e di nuovo dal 2018. La città ha una squadra, Almtuna IS, che milita in Hockeyallsvenskan, massimo campionato svedese di hockey, e disputa le proprie partite in casa presso il Gränbyhallen.
Uppsala è nota per le sue squadre di calcio femminile di prima divisione, Bälinge IF, Danmarks IF, Gamla Uppsala Sport Klubb (GUSK), mentre in seconda divisione militano IK Uppsala Fotboll e Börje SK. Il calcio maschile ebbe il suo picco di popolarità negli anni 1960 e 1970, con le squadre IK Sirius e IFK Uppsala. Dal 2017 IK Sirius milita in Allsvenskan, massima serie del campionato professionistico svedese. Tra le squadre di terza e quarta categoria vi sono Gamla Upsala SK, Upsala IF, IK Fyris e Bälinge IF.
Il 13 settembre 2008 venne inaugurato uno stadio da curling, il SEAB-hallen, e in città è presente una squadra, IK Fyris Curling. Uppsala 86ers milita nella massima divisione nazionale di football americano, e gioca in casa presso Studenternas IP. Il più antico circolo di scacchi della città, Upsala allmänna schacksällskap, venne fondato nel 1905.

## Amministrazione

### Gemellaggi
- Craiova[73]